# Oottathur
Oottathur (Tamil: ஊட்டத்தூர் Ūṭṭattūr [ˈuːʈːʌt̪ːuːr] oder ஊற்றத்தூர் Ūṟṟattūr [ˈuːtːrʌt̪ːuːr], auch Ootathur) ist ein Dorf im indischen Bundesstaat Tamil Nadu. Es liegt rund 40 Kilometer nördlich der Stadt Tiruchirappalli in Zentral-Tamil-Nadu. Verwaltungsmäßig gehört Oottathur zum Taluk Lalgudi des Distrikts Tiruchirappalli. Die Einwohnerzahl beträgt rund 3.700 (Volkszählung 2011).
In Oottathur befinden sich zwei große Hindu-Tempel: Der dem Gott Shiva geweihte Suddharatneswarar-Tempel sowie der dem Gott Vishnu geweihte Perumal-Tempel. Der Suddharatneswarar-Tempel soll um das Jahr 1000 unter der Herrschaft des Chola-Königs Rajaraja I. anstelle eines älteren Vorgängerbaus erbaut worden sein. Im 19. Jahrhundert besuchte der berühmte Dichter T. Meenakshisundaram Pillai Oottathur und verfasste das Tiruvurai Patitruppattandadi, eine Dichtung im Prabandham-Genre mit 100 Strophen über den dortigen Shiva-Tempel.